# Sitio de Compiègne
El sitio de Compiègne (1430) fue la última acción militar de Juana de Arco. Su carrera como líder terminó con su captura por los  borgoñones durante una escaramuza fuera de la ciudad el 23 de mayo de 1430. Aunque se trataba de un asedio menor, tanto político como militar, la pérdida del comandante más carismático y exitoso de Francia fue un acontecimiento importante de la Guerra de los Cien Años.

## Antecedentes
Durante esta época, a finales de la Guerra de los Cien Años, el políticamente independiente  Felipe el Bueno, duque de Borgoña, se alió con Inglaterra bajo la regencia de Juan, duque de Bedford que era el tío del rey niño,  Enrique VI. Estos dos aliados habían conquistado la mayor parte del norte de Francia durante los diez años anteriores. Sufrieron pérdidas impresionantes en 1429 a causa de un ejército francés revitalizado bajo el mando conjunto de Juana de Arco y el duque  Juan II de Alençon.
Los franceses habían derrotado a los ingleses en Patay el 18 de junio de 1429 y habían procedido hacia el noreste para coronar al rey Carlos VII de Francia en Reims sin más resistencia, aceptando la rendición pacífica de cada ciudad a lo largo de su camino. Compiègne no estaba en ese camino - su ubicación está al norte de París - pero junto con varias otras ciudades declaró su lealtad a Carlos VII poco después de su coronación. Anteriormente había estado bajo control borgoñón.

## Eventos

### Preparación
En marzo de 1430 la corte francesa se enteró de que Felipe el Bueno, duque de Borgoña, planeaba asediar la ciudad. El conde de Clermont entregó un mensaje a la ciudad de que Compiègne era suya según el tratado legal [nota 1] y exigió una rendición. Los residentes de la ciudad expresaron una fuerte oposición a la demanda y el comandante de la guarnición francesa Guillaume de Flavy preparó la ciudad para la acción.
El Conde Juan de Luxemburgo partió para la expedición al mando de la vanguardia el 4 de abril. Felipe el Bueno partió de Péronne el 22 de abril. Mientras tanto, el duque de Bedford esperaba en Calais la llegada del rey Enrique VI de Inglaterra, un niño de nueve años que había sido recientemente coronado rey de Inglaterra.
Según Régine Pernoud y Marie-Veronique Clin, Felipe el Bueno planeaba retomar el mando de las ciudades que controlaban el río Oise. Bedford apoyó la estrategia para proteger Île-de-France y París, que estaba entonces bajo control anglo-burgués. El Rey Carlos VII de Francia se dio cuenta el 6 de mayo de que la defensa militar era necesaria para proteger la ciudad.
Juana de Arco había intuido el peligro y comenzó a hacer preparativos privados para la guerra en marzo, pero no se le había concedido el mando de una fuerza sustancial desde el fallido ataque a París el septiembre anterior. Para abril había reunido una compañía de 300-400 voluntarios. Partió hacia Compiègne, posiblemente sin el conocimiento del rey, y llegó a la ciudad el 14 de mayo.

### Combate
Varias acciones menores tuvieron lugar en los días siguientes. Dos días después el Capitán Louis de Flavy huyó de los bombardeos de la artillería en Choisy-au-Bac y se refugió en Compiègne. El 18 de mayo Juana de Arco intentó sorprender a los borgoñones en Soissons, trayendo a Regnault de Chartres y al conde de Vendôme en la expedición. Los residentes de Soissons les negaron la entrada y declararon su lealtad a Borgoña al día siguiente.
Juana de Arco planeó entonces un asalto sorpresa contra los borgoñones en Margny con la ayuda de Guillaume de Flavy, atacando un puesto de avanzada mientras estaba separado de la fuerza principal. El Conde Juan de Luxemburgo se dio cuenta de la acción por casualidad mientras realizaba un reconocimiento del territorio y pidió refuerzos. Estos refuerzos superaron a los atacantes y Juana de Arco ordenó la retirada, tomando la posición de honor en la extrema retaguardia de sus fuerzas.

### Captura de Juana de Arco
Los próximos momentos siguen siendo una fuente de debate académico. La puerta de la ciudad se cerró antes de que todos los defensores franceses pudieran volver a la ciudad. Esto fue una acción razonable para evitar que los borgoñones entraran en la ciudad después de haber tomado el final del puente; o un acto de traición por parte de Guillaume de Flavy. En palabras de Kelly DeVries, "tanto los acusadores como los defensores deben a su vez acusar o reivindicar el carácter del gobernador de Compiègne, Guillaume de Flavy, y el papel que desempeñó en el cierre de cualquier posibilidad de fuga de Juana de Arco ese día". La retaguardia francesa que permaneció fuera no tuvo otra alternativa que la captura.
En la descripción del borgoñón Georges Chastellain:

Entonces la Doncella [Juana de Arco], superando la naturaleza de una mujer, asumió una gran fuerza, y tomó mucho dolor para salvar a su compañía de la derrota, quedando atrás como la líder y como la más valiente de la tropa. Pero allí la fortuna permitió el fin de su gloria y por última vez que llevara armas. Un arquero, un hombre rudo y muy agrio, lleno de mucho rencor porque una mujer, de la que tanto se había hablado, debería haber derrotado a tantos hombres valientes, como ella lo hizo, agarró el borde de su doblete de tela de oro y la arrojó desde su caballo al suelo.

Se entregó a Lionel, Bastardo de Vendôme, que estaba al servicio del Conde de Ligny. Aunque la defensa de Compiègne tuvo éxito, las acusaciones de mala conducta en relación con la captura de Juana de Arco causaron el declive de la carrera de Flavy.